# ローカルノミニーツ
株式会社ローカルノミニーツは、音楽イベント事業および、アーティストのマネージメント事業を行う日本の企業。
2024年7月に社名を株式会社ローカルノミニーツに変更した。グループ企業に株式会社ローズアップがある。近年は歴史に関する紙芝居風のボイスドラマに注力している。

## 概要
イベント事業としては、音楽イベントの企画・制作・運営および、ライブハウスの経営、音楽スタジオの運営、マネジメント事業としてはアーティスト・タレント・作家の発掘とマネジメント、CD・DVDなどの音楽・映像ソフトの企画・制作・販売、楽曲著作権管理および、広告代理業を行っている。

## 沿革
- 2006年 - 学生アマチュアミュージシャンを対象とした音楽イベント「ガクセイウンドウ」をスタート
- 2009年 - 株式会社アズプランニングを設立
- 2011年2月 - 2013年2月 - 各地のZEPPを決勝舞台としたトーナメント大会「東京天狗」「大阪天狗」「仙台天狗」「福岡天狗」を開催。KANA-BOONやフレデリックなどのバンドが参加する
- 2013年3月 - 株式会社アズプロデュースに社名変更。本格的にアーティスト・タレントマネジメントを開始する
- 2013年4月 - トーナメント大会（決勝ZEPP）「天下一音楽会」を開催する
- 2014年12月 - ライブスペース「大一大万大吉」を東京都中目黒にオープン

## 事業
イベント
- アズプロライブ（アズプロ主催のオススメアーティストを紹介するライブ）
- MY TOWN CONCERT WITH YOU（ふるさと愛を音楽でつなげるコンサート）

育成プロジェクト
- スタハイプロジェクト

フリーペーパー
- 「スタ本」 - 都内BIG ECHOにて配布されている「スタハイプロジェクト」に関する情報を中心としたフリーペーパー。